# 硝酸镨
硝酸镨是一种无机化合物，化学式为Pr(NO3)3。

## 制备
硝酸镨可以将三氧化二镨、氢氧化镨或碳酸镨溶于硝酸得到：
Pr2O3 + 6 HNO3 → 2 Pr(NO3)3 + 3 H2O
Pr(OH)3 + 3 HNO3 → Pr(NO3)3 + 3 H2O
所得溶液经过小心蒸发可以得到水合硝酸镨，其中六水合物最常见。将六水合物继续小心加热，可以得到无水物。

## 化学性质
硝酸镨水合物受热先失水，然后分解产生PrONO3，继续加热得到镨的氧化物（III,IV）。